# Center, North Dakota
Center är administrativ huvudort i Oliver County i North Dakota. Enligt 2020 års folkräkning hade Center 588 invånare.